# مكان كوناتي
مكان كوناتي (بالفرنسية: Makan Konaté)‏ هو لاعب كرة قدم مالي في مركز الوسط، ولد في 10 نوفمبر 1991 في باماكو في مالي. لعب مع الملعب المالي وبرسيب باندونغ ونادي الأخضر.

## وصلات خارجية
- مكان كوناتي على موقع قاعدة بيانات كرة القدم.إي يو (الإنجليزية)
- مكان كوناتي على موقع Soccerway.com (الإنجليزية)